# پیتربورو، انتاریو
پیتربورو (به انگلیسی: Peterborough) یک سکونتگاه مسکونی در کانادا است که در بخش پیتربورو واقع شده‌است.

## خصوصیات
پیتربورو ۷۰٫۸۲ کیلومترمربع مساحت و ۷۸٬۶۹۸  نفر جمعیت دارد و ۱۹۵ متر بالاتر از سطح دریا واقع شده‌است.